# Lista światowego dziedzictwa UNESCO w Czarnogórze
Lista światowego dziedzictwa UNESCO w Czarnogórze – lista miejsc w Czarnogórze wpisanych na listę światowego dziedzictwa UNESCO, ustanowionej na mocy Konwencji w sprawie ochrony światowego dziedzictwa kulturowego i naturalnego, przyjętej przez UNESCO na 17. sesji w Paryżu 16 listopada 1972 i ratyfikowanej przez Czarnogórę 3 czerwca 2006 roku.
Obecnie (stan na 2023 rok) na liście znajdują się 4 obiekty: 3 dziedzictwa kulturowego oraz 1 o charakterze przyrodniczym.
Na czarnogórskiej liście informacyjnej UNESCO – liście obiektów, które Czarnogóra zamierza rozpatrzyć do zgłoszenia do wpisu na listę światowego dziedzictwa – znajduje się 6 obiektów (stan na 2023 rok).

## Obiekty na liście światowego dziedzictwa UNESCO
Poniższa tabela przedstawia czarnogórskie obiekty na liście światowego dziedzictwa UNESCO:
Nr ref. – numer referencyjny UNESCO;
Obiekt – polskie tłumaczenie nazwy wpisu na liście wraz z jej angielskim oryginałem;
Położenie – miasto, gmina; współrzędne geograficzne;
Typ – klasyfikacja według Komitetu Światowego Dziedzictwa:
- kulturowe (K),
- przyrodnicze (P),
- kulturowo–przyrodnicze (K,P);

Rok wpisu – roku wpisu na listę i rozszerzenia wpisu;
Opis – krótki opis obiektu wraz z informacjami o jego zagrożeniu.
     Wpisy transgraniczne
| Nr ref. | Obiekt | Zdjęcie | Położenie                                                 | Typ                | Rok            | Opis |
| ------- | --- | ------- | --------------------------------------------------------- | ------------------ | -------------- | --- |
| 100     | Park Narodowy Durmitor Durmitor National Park |         | Gmina Žabljak 43°06′00″N 19°00′00″E/43,100000 19,000000   | P (vii)(viii)(x)   | 1980 2005      | Park narodowy obejmujący kanion rzeki Tary. Na jego terenie wykryto występowanie ok. 700 gatunków roślin. |
| 125     | Kotor - region przyrodniczy i kulturowo-historyczny Natural and Culturo-Historical Region of Kotor                                                                                         |         | Gmina Kotor 42°29′08,6″N 18°41′28,6″E/42,485722 18,691278 | K (i)(ii)(iii)(iv) | 1979 2012 2015 | Zbiór miejscowości położonych nad Zatoką Kotorską. W 1979 roku duża część zabytków w miastach została zniszczona przez trzęsienie ziemi. |
| 1504    | Stećci – średniowieczne cmentarze z kamiennymi nagrobkami Stećci Medieval Tombstone Graveyards                                                                                             |         | Gmina Žabljak Gmina Plužine                               | K (iii)(vi)        | 2016           | Kamienne nagrobki pochodzące z późnego średniowiecza. W większości są zrobione z wapienia, serpentynów, łupków, zlepieńców lub tufu. Zawierają one szeroką gamę motywów dekoracyjnych i inskrypcji, które reprezentują ciągłości ikonograficzne średniowiecznej Europy. Wpis transgraniczny Bośnią i Hercegowiną, Chorwacją oraz Serbią. |
| 1533    | Fortyfikacje weneckie z XVI–XVII wieku: Stato da Terra i zachodnia część Stato da Mar Venetian Works of Defence between the 16th and 17th Centuries: Stato da Terra – Western Stato da Mar |         | Gmina Kotor 42°25′25″N 18°46′19″E/42,423611 18,771944     | K (iii)(iv)        | 2017           | Wpis transgraniczny z Chorwacją i Włochami obejmujący 15 obiektów obronnych fortyfikacji Stato da Terra i fortyfikacji Stato da Mar. |

## Obiekty na czarnogórskiej liście informacyjnej UNESCO
Poniższa tabela przedstawia obiekty na czarnogórskiej liście informacyjnej UNESCO:
Nr ref. – numer referencyjny UNESCO
Obiekt – polskie nazwa obiektu wraz z jej angielskim oryginałem na czarnogórskiej liście informacyjnej
Położenie – miasto, kanton; współrzędne geograficzne
Typ – klasyfikacja według zgłoszenia:
- kulturowe (K)
- przyrodnicze (P)
- kulturowo–przyrodnicze (K,P)

Rok wpisu – roku wpisu na listę informacyjną
Opis – krótki opis obiektu wraz z informacjami o jego zagrożeniu.
| Nr ref. | Obiekt | Zdjęcie | Położenie                                                   | Typ              | Rok  | Opis |
| ------- | --- | ------- | ----------------------------------------------------------- | ---------------- | ---- | --- |
| 5561    | Historyczne centrum Cetynii Cetinje Historic Core |         | Gmina Cetynia 42°23′00″N 18°55′00″E/42,383333 18,916667     | K (ii)(iii)(vi)  | 2010 | Gmina zajmuje powierzchnię 910 km². Miasto zostało założone w XV wieku i przez długi czas było stolicą królewską Czarnogóry oraz ważnym ośrodkiem religijnym. |
| 5562    | Stare miasto Bar Old Town of Bar |         | Gmina Bar 42°06′00″N 19°06′00″E/42,100000 19,100000         | K (ii)(iii)(v)   | 2010 | Miasto Bar reprezentuje kompozycję kilku kultur śródziemnomorskich: iliryjskiej, hellenistycznej, rzymskiej, bizantyjskiej, słowiańskiej, weneckiej i osmańskiej. Jest to ważne stanowisko archeologiczne z okresu średniowiecza.                                                                                         |
| 5563    | Doclea |         | Gmina Podgorica 42°28′06″N 19°15′55″E/42,468333 19,265278   | K (ii)(iii)(v)   | 2010 | Doclea zostało założone w III wieku n.e. przez Rzymian. W V wieku zostało zniszczone przez Wizygotów, a w IX wieku zostało odbudowane. Obecnie w jego pobliżu znajduje się stolica Czarnogóry – Podgorica. |
| 5569    | Park Narodowy Biogradska Gora ’Biogradska gora’ National Park                                                                                                   |         | Gmina Kolašin 42°53′49,7″N 19°36′06,2″E/42,897139 19,601722 | P (vii)(viii)(x) | 2010 | Park narodowy obejmujący teren o powierzchni 56,5 km². Na jego terenie znajduje się największe jezioro Czarnogóry – Biogradsko jezero. |
| 6300    | Stare miasto Ulcinj Ulcinj Old town |         | Gmina Ulcinj 41°55′25″N 19°12′20″E/41,923611 19,205556      | K (ii)(iv)(v)    | 2018 | Miasto zostało założone ok. IV–V wieku p.n.e. Badania archeologiczne wykazały, że w średniowieczu znajdowała się tutaj twierdza, która służyła jako punkt obserwacyjny. Było również znane jako miejscowość piracka. |
| 6325    | Pradawne i pierwotne lasy bukowe Karpat i innych regionów Europy Ancient and Primeval Beech Forests of the Carpathians and Other Regions of Europe (Montenegro) |         | 49°00′00″N 15°00′00″E/49,000000 15,000000                   | P (ix)           | 2018 | Zespół względnie nienaruszonych europejskich lasów bukowych. Od końca ostatniej epoki lodowcowej buk europejski zaczął się rozprzestrzeniać na terenie Alp, Karpat, Dinaryd oraz Pirenejów. Udana ekspansja na całym kontynencie europejskim jest możliwa, dzięki szerokiej tolerancji buka na różne warunki klimatyczne. |